# 今井喜八
今井 喜八（いまい きはち、1857年5月21日（安政4年4月28日）- 1928年（昭和3年）5月11日）は、明治から大正期の実業家、政治家。衆議院議員。旧姓・藤田、幼名・長之助。

## 経歴
武蔵国江戸、のちの東京府東京市 浅草区馬道町1丁目（現東京都台東区雷門）で、藤田久兵衛の二男として生まれる。1874年（明治7年）8月、馬道の質商・伊勢屋、先代今井喜八の養嗣子となり、1885年（明治18年）2月、家督を相続した。
質商を営み、中央製糖（のち大日本製糖）取締役、台湾拓殖取締役、内国通運社長などを務めた。また、浅草銀行を設立して頭取に就任し、その後、豊国銀行と合同して同行取締役となった。
政界では、浅草区会議員、同区会議長、東京市会議員、同参事会員、市区改正委員、市学務委員などを務めた。立憲同志会からの強い要請を受けて、豊国銀行取締役を辞して1915年（大正4年）3月、第12回衆議院議員総選挙に東京府東京市から出馬して当選し、その後憲政会に所属し衆議院議員に1期在任した。この間、衆議院決算委員などを務めた。

## 著作
- 松谷元三郎との共著『日本人の大多数を支配する親鸞教徒の理想』松谷元三郎・今井喜八、1918年。